# الحدود بين فرنسا وغيرنزي
الحدود بين فرنسا وغيرنزي هي حدود بحرية بالكامل، في بحر المانش. وهي تفصل بين الأراضي الفرنسية في البر الرئيسي عن غيرنزي، التابعة للتاج البريطاني.

## تاريخ
حتى أواخر القرن العشرين، لم تكن هناك حدود ثابتة بين المياه الفرنسية وحدود غيرنزي في خليج جرانفيل. لا توجد أيضًا معاهدة رسمية ولكن تبادل المذكرات بشأن حدود الصيد في 10 يوليو 1992 يشكل اتفاقًا.
تتكون الحدود من خطين تربط النقاط التالية، أحدهما بين آلدرني/سارك وكوتنتين، والآخر عند بريتاني.

### الخط الأول
- 49° 55' 23" شمالاً، 02° 03' 12" غربًا
- 49° 48' 34" شمالاً، 02° 02' 56" غربًا
- 49° 45' 18" شمالاً، 02° 03' 28" غربًا
- 49° 48' 08" شمالاً، 02° 03' 30" غربًا
- 49° 44' 09" شمالاً، 02° 03' 34" غربًا
- 49° 40' 55" شمالاً، 02° 03' 52" غربًا
- 49° 39' 03" شمالاً، 02° 04' 54" غربًا
- 49° 38' 32" شمالاً، 02° 05' 01" غربًا
- 49° 35' 52" شمالاً، 02° 06' 16" غربًا
- 49° 32' 47" شمالاً، 02° 07' 50" غربًا
- 49° 32' 36" شمالاً، 02° 08' 04" غربًا
- 49° 32' 27" شمالاً، 02° 08' 15" غربًا
- 49° 29' 52" شمالاً، 02° 06' 56" غربًا
- 49° 27' 38" شمالاً، 02° 05' 51" غربًا

### الخط الثاني
- 49° 13' 15" شمالاً، 02° 33' 33" غربًا
- 49° 13' 29" شمالاً، 02° 34' 16" غربًا
- 49° 13' 39" شمالاً، 02° 34' 43" غربًا
- 49° 14' 39" شمالاً، 02° 38' 19" غربًا
- 49° 15' 36" شمالاً، 02° 41' 33" غربًا
- 49° 16' 13" شمالاً، 02° 43' 57" غربًا
- 49° 16' 17" شمالاً، 02° 44' 12" غربًا
- 49° 16' 47" شمالاً، 02° 46' 38" غربًا
- 49° 18' 18" شمالاً، 02° 56' 09" غربًا

وتسمح هذه الاتفاقية الأخيرة أيضًا للصيادين الفرنسيين بممارسة نشاطهم على ضفة شول، حتى تقاعدهم، وعلى أقصى تقدير حتى 1 يناير 2010.
خلال خروج بريطانيا من الاتحاد الأوروبي في عام 2021، عادت التوترات إلى الظهور حول القضايا المتعلقة بصيد الأسماك.
وإلى الشمال من البايليويك توجد أيضًا حدود نظرية بحيث لا تنضم منطقة غيرنزي البحرية إلى الحدود بين فرنسا والمملكة المتحدة ولكن يوجد ممر فرنسي بين الكيانين البريطانيين.

## نظر أيضا
- حدود فرنسا
- الحدود بين فرنسا وجيرزي